# はねたき橋
はねたき橋（はねたきばし、鱍瀧橋）は、渡良瀬川の高津戸峡に架かる橋である。群馬県みどり市大間々町の大間々地区と高津戸地区を結ぶ。

## 概要
全長120メートル、幅3.5メートルの歩行者専用橋（人道橋）である。上流には高津戸ダム、下流には高津戸橋があり、遊歩道が整備されている。橋の床には日本全国から寄せられた鳥や花などを描いたタイルが120枚埋め込まれている。
橋名は岩に水が当たって飛散する様が滝のように見えることに由来している。現在の橋は2代目にあたり、初代の橋は1953年（昭和28年）に架けられた木床の吊橋であった。渡良瀬川上流、現在の桐生市黒保根町水沼 - 八木原間に架けられていた五月橋を移築したもので、全長57.3メートル、幅2.2メートルであった。現在の橋への架け替え工事は1993年（平成5年）2月1日に始まり、1994年（平成6年）3月15日に完了した。工事費は5億6,905万3,100円。山の形をイメージした「A型ラーメン橋」という、全長100メートル級の橋としては珍しい型式を採用。夜間は観光用にライトアップされる。

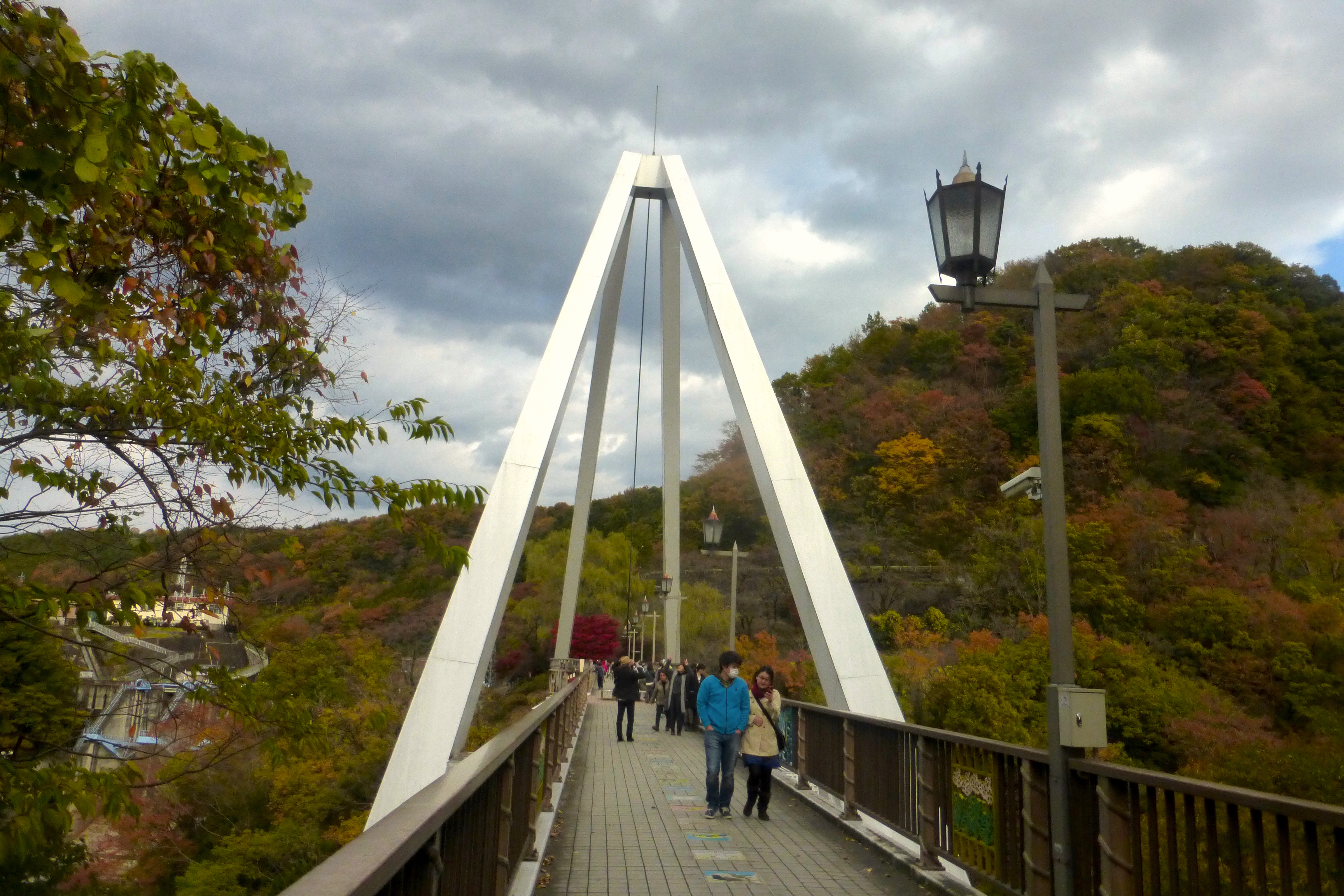
橋上

## 諸問題

### 自殺の名所
はねたき橋は自殺の名所として知られ、2016年の夏には橋上から家族で飛び降り、無理心中を図った事件も発生している。このため自治体では看板や監視カメラを設置するといった自殺予防策を講じている。また、過去に山形県で自殺の名所とされていた吊橋にバンジージャンプ台を設置し、イメージアップに成功した事例があることから、はねたき橋にも同様にバンジージャンプ台を導入してはどうかとの提案がなされたこともある。

## 隣の橋
- 渡良瀬川
福岡大橋 - 新栄橋 - はねたき橋 - 高津戸橋 - 相川橋